# Check It Out
"Check It Out" é uma música interpretada pela cantora trinidiana Nicki Minaj com a participação de will.i.am. A canção, contém amostras do hit de 1979,Video Killed the Radio Star, de The Buggles . Após a liberação, estreou na Billboard Hot 100, na posição 78 e na posição 48 no Hot 100 do Canadá. Ela aparece no álbum de estreia de Minaj, Pink Friday, apesar de que ele não foi lançado na promoção do álbum. A versão britânica também possui vocais adicionais da cantora britânica Cheryl Cole.

## Antecedentes
Minaj declarou em uma entrevista para o Entertainment Weekly que ela estava trabalhando com o produtor will.i.am em seu mais recente álbum, não dizendo se era uma produção ou uma simples ajuda, afirmando: "É só uma coisa para o meu álbum que eu estou muito animada." Uma mistura não-oficial da música acabou vazando para a internet 27 de agosto de 2010, duas semanas antes de seu lançamento oficial.

## Composição e recepção crítica

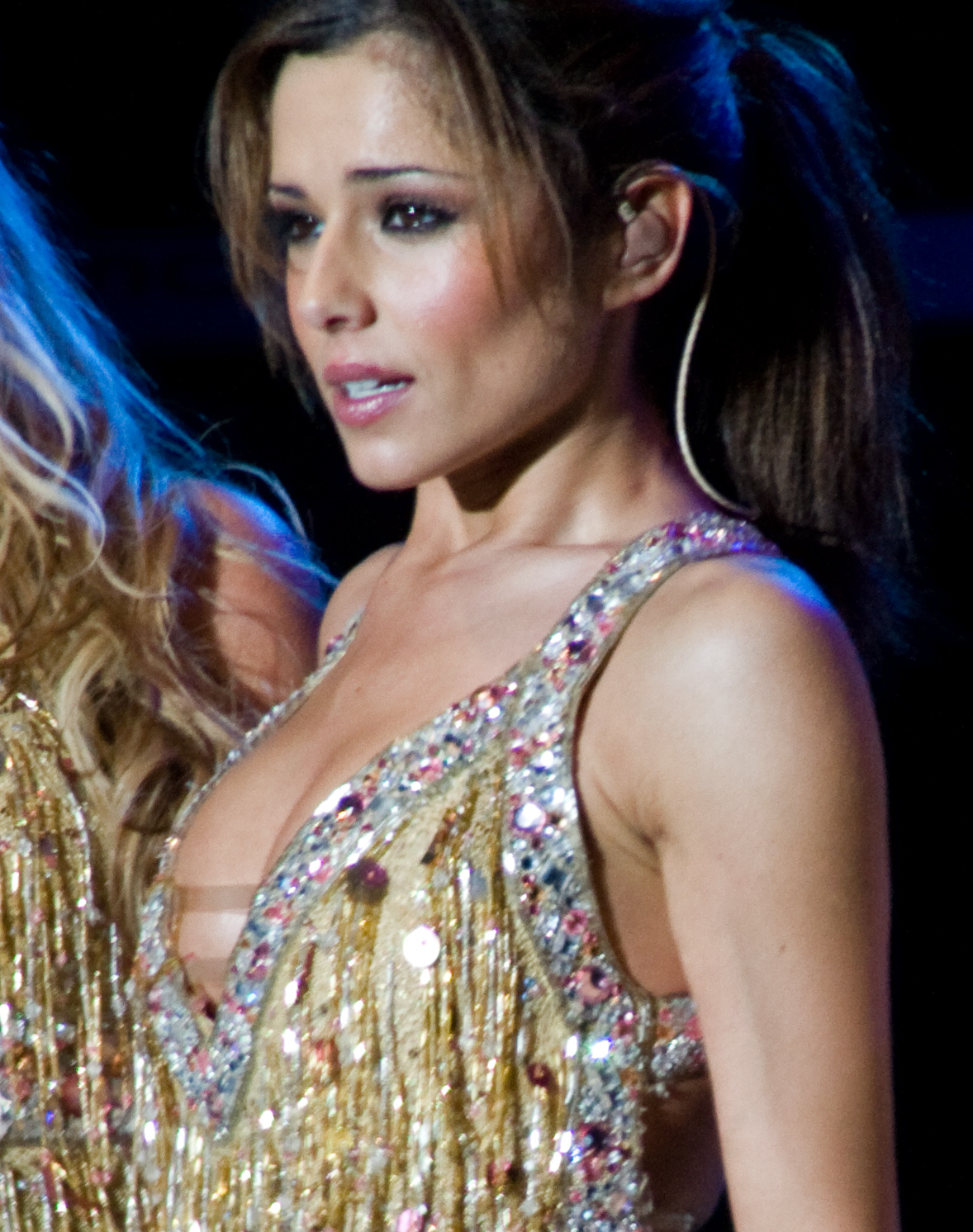
Cheryl Cole wearing a Lurex dress whilst performing with Girls Aloud at Battle Abbey, Hastings.

"Check It Out" apresenta a constante repetição do piano e vocais de  The Buggles em "Video Killed the Radio Star', que é famoso por ser o primeiro vídeo que tocou na MTV. A canção recebeu opiniões mistas dos críticos. Mateus Wilkening da AOL Radio Blog afirma que o "incessante" Oh-a, oh grudou em sua cabeça, a dupla bater as asas para seus inimigos durante o caminho para o clube de dança mais quente da cidade." Wilkening deu as letras uma revisão negativa afirmando que "Se você está procurando algo profundo, caramba, você está no lugar errado." O Entertainment Weekly colocou o single na posição 2 de "The Must List" informando "will.i.am fez o uso engenhoso dos arrulhos famosos do Buggles 1979 hit "Video Killed the Radio Star" para criar um irresistível de arranque."

## Videoclipe
O videoclipe para o single foi lançado 25 de outubro de 2010. O vídeo começa em um palco simples. Um cavalheiro apresenta a dupla para uma plateia de mulheres vestidas de preto e óculos escuros quadrados. Quando a música começa a tocar de um aparelho de som, Nickie Minaj vestindo uma roupa criativa teal, creme e um chapéu roxo, peruca loira aparece e canta o primeiro verso da música. Quando o refrão chega, will.i.am aparece vestido de casaco branco, camisas listradas e calças pretas. Em seguida, duas dançarinas vestidas com roupas futuristas e óculos de proteção, começam a aparecer e, de repente se multiplicar em cinco clones mais tudo de execução dos mesmos movimentos. A cena vai para a câmera com Nicki, e agora perto de will.i.am. Quando o ritmo vai para a ponte, Minaj está com uma roupa nova, um bodysuit branco e rosa com uma peruca preta. Em seguida, will.i.am, que recebeu críticas pelo desempenho durante o VMA, e que muitos descreveram como o rosto negro, aparece no que se poderia chamar de "cara branca". Ele se torna uma caricatura em preto e branco, cujo rosto é branco, mas o cabelo é negro, como ele rima "passo para o meu nível de necessidade de crescer um pouco mais alto." O vídeo termina com Minaj e Will fazendo poses.
Um vídeo para o remix foi produzido no Reino Unido, que inclui dança Cheryl Cole e poses com will.i.am e Minaj.

## Remix
A versão britânica possui Cheryl Cole , as duas versões da canção foram lançadas no Reino Unido para download digital em 31 de outubro de 2010 e em CD em 01 de novembro de 2010. Ela está listada como o "Special Mix" no iTunes. Uma nova versão do vídeo da música foi lançado em 11 de novembro de 2010. Este vídeo foi o oficial da música no Reino Unido. O vídeo é basicamente o mesmo que o original, com adição de novos clips de vídeo que inclui Cole.

## Formatos
- Reino Unido[13]

1. "Check It Out" – 4:11
2. "Check It Out" (featuring Cheryl Cole) – 4:11

- 'Download digital[carece de fontes?]

1. "Check It Out" – 4:11
2. "Check It Out" (Benny Benassi Remix) – 5:55
3. "Check It Out" (Shameboy Remix) – 5:11

## Histórico de lançamento
| País           | Data                   | Tipo             |
| -------------- | ---------------------- | ---------------- |
| Estados Unidos | 3 de Setembro de 2010  | Digital download |
| Estados Unidos | 14 de Setembro de 2010 | Mainstream radio |
| Estados Unidos | 19 de Outubro de 2010  | Radio urbanas    |
| Reino Unido    | 31 de Outubro de 2010  | Digital download |
| Reino Unido    | 1 Novembro de 2010     | CD single        |